# Драгомир Драганов (акробат)
Вижте пояснителната страница за други личности с името Драгомир Драганов.
Драгомир Драганов е български състезател (звание заслужил майстор на спорта), треньор (звание заслужил треньор) и съдия (международна категория) по спортна акробатика.
Носител е на медали от световни и европейски първенства във вида мъжка двойка. Носител на 4 сребърни и 2 бронзови медала от световните първенства по спортна акробатика през 1974 и 1976 г., световен вицешампион (1974 и 1976).
Старши треньор на националния отбор (2005 – 2010). Треньор на Ирена Дунева, Нина Дудева и Жана Михайлова, на Ивелин Илиев и Венцислав Генов, както и на още много състезатели от националния отбор по спортна акробатика на България от спортен клуб „Спартак“, Плевен.
Член на Техническа комисия към Европейската федерация по гимнастика (2005 – 2009).